# Jonker JS-4 Rengeti
Dimensions
Nouveau planeur de la société Jonker Sailplanes, planeur de classe standard avec une envergure de 15 mètres et une extension à 18 mètres.

## Sources
Site du fabricant